# Microschmidtia
Microschmidtia is een geslacht van rechtvleugeligen uit de familie Euschmidtiidae. De wetenschappelijke naam van dit geslacht is voor het eerst geldig gepubliceerd in 1973 door Descamps.

## Soorten
Het geslacht Microschmidtia omvat de volgende soorten:
- Microschmidtia chelazii Baccetti, 1985
- Microschmidtia uala Descamps, 1973